# Мутяньюй
Мутяньюй (кит. 慕田峪, пін. Mùtiányù) — ділянка Великого китайського муру, що розташована 70 км на північний схід від міста Пекін.
На заході ця ділянка зв'язана з ділянкою Цзянькоу, а на сході з Ляньхуачи.
Її будівництво було розпочато в середині VI ст. за часів династії Північне Ці. У 1569 р. вона була перебудована і з того часу більшість її частин є добре збереженими. Мутяньюй є найбільшою і найміцнішою конструкцією з усіх ділянок муру.

## Історія
Побудована в середині VI ст. під час Північного Ци, ділянка Мутянью є старшою за секцію Бадалін у Великому китайському мурі. Під час династії Мін під наглядом маршала Сю Да (він же Чжуншань Ван, Чжуншань або Сюй Чжуншань) почалося будівництво теперішньої стіни над попередньою стіною.
1404 року в стіні було побудовано перевал. 1569 року Мутіаню було відбудовано і донині більша частина її добре збереглася. Мутіаню має найбільший будівельний масштаб та найкращу якість серед усіх секцій Великого муру.
1568 року імператор Лонгін призначив Ци Цзигуана губернатором і військовим адміністратором Цзичжень, Чанчжен і Баодін, щоб допомогти у підготовці охорони в цьому районі. Ці Цзигуан допоміг утримувати 2000-літню частину Великого муру, яка була закінчена 1572 року.
1983 року Державна рада КНР схвалила відновлення Мутіанью. 1985 року місцевий уряд району Хуайру створив управління туристичним районом Великого муру Мутяню під керівництвом села Мутяню. Район було відкрито для туристів 1986 року, його було визнано одним із 16 мальовничих місць Пекіна.
1987 року Великий мур було обрано пам'яткою Світової спадщини ЮНЕСКО. 1988 року туристичну зону було відкрито для всіх відвідувачів.
1992 року Мутіаню було визнано найкращим туристичним місцем Пекіну.